# تیپی هدرن
تیپی هدرن (به انگلیسی: Tippi Hedren) بازیگر و مدل آمریکایی زاده ۱۹ ژانویه ۱۹۳۰ در نیو اولم، مینه‌سوتا است. در سال ۲۰۰۴، او اذعان کرد که او در واقع در سال ۱۹۳۰ زاده شده‌است. (که مطابق با شاخص ثبت تولد در انجمن تاریخ مینه سوتا است). پدربزرگ و مادربزرگ پدربزرگش مهاجران سوئدی بودند، در حالی که پدر و مادر مادرش آلمانی و نروژی است. پدرش یک فروشگاه عمومی کوچک را در شهر لافایت، مینه سوتا تأسیس کرد و نام مستعار "Tippi" را به او داد. وقتی چهار سالش بود، با پدر و مادرش به مینیاپولیس رفت. هدرن در سنین نوجوانی به عنوان یک مدل، در نمایشگاه‌های مد روزانه شرکت می‌کرد. والدین تیپی در حالی که او دوران تحصیل خویش را در دبیرستان می‌گذراند، به کالیفرنیا نقل مکان کردند. با رسیدن به سن ۲۰ سالگی، او بلیط سفر به نیویورک را خرید و پس از این سفر بود که به آژانس فورد، یکی از مهم‌ترین کلاب‌های تیپ و مدلینگ ایالات متحده ملحق شد. وی از سال ۱۹۶۱ میلادی وارد سینما شد و در سال ۱۹۶۳ میلادی در فیلم دلهره‌آور پرندگان ساخته آلفرد هیچکاک ظاهر شد و در فیلم بعدی هیچکاک به نام مارنی در کنار شون کانری ایفای نقش کرد. تیپی هدرن در سریال‌های خیال باطل، جسور و زیبا و آرلیس، قلب من هاکبی هم ایفای نقش داشت. او در کتاب زندگینامه‌اش که در نوامبر ۲۰۱۶ سال منتشر شد ادعا می‌کند که هیچکاک، بارها به او پیشنهاد آمیزش جنسی داده‌است. این ادعا توسط کسانی که هیچکاک را از نزدیک می‌شناخته یا با او کار کرده‌اند رد شده‌است.

## فیلم‌شناسی
فهرست برخی از فیلم‌هایی که تیپی هدرن در آن‌ها به ایفای نقش پرداخته‌است:
- پرندگان (۱۹۶۳)
- مارنی (۱۹۶۴)
- کنتسی از هنگ‌کنگ (۱۹۶۷)
- غرش (۱۹۸۱)
- مجموعه تلویزیونی خیال باطل (۱۹۹۴ تا ۱۹۹۶)
- جسور و زیبا مجموعه تلویزیونی (۱۹۹۰)
- ارتفاعات آرام (۱۹۹۱)
- شهروند روث (۱۹۹۶)
- تفکیک (۱۹۹۸)
- روزی که مردم زود بیدار شدم (۱۹۹۸)
- قلب من هاکبی (۲۰۰۴)
- دخترخاله سارا (۲۰۱۱)
- ماشین جین منسفیلد (۲۰۱۲)